# 231969 Sebvauclair
231969 Sebvauclair este o planetă minoră (asteroid) din centura de asteroizi. A fost descoperită pe 24 august 2001 la  de observatoire du Pic du Midi de Bigorre⁠(d). 
Obiectul prezintă o orbită caracterizată de o semiaxă mare de 3,1765678624887 UAi, o excentricitate de 0,073022000736564, o înclinație de 15,059132631131 ° în raport cu ecliptica.